# カール・フォン・ザクセン

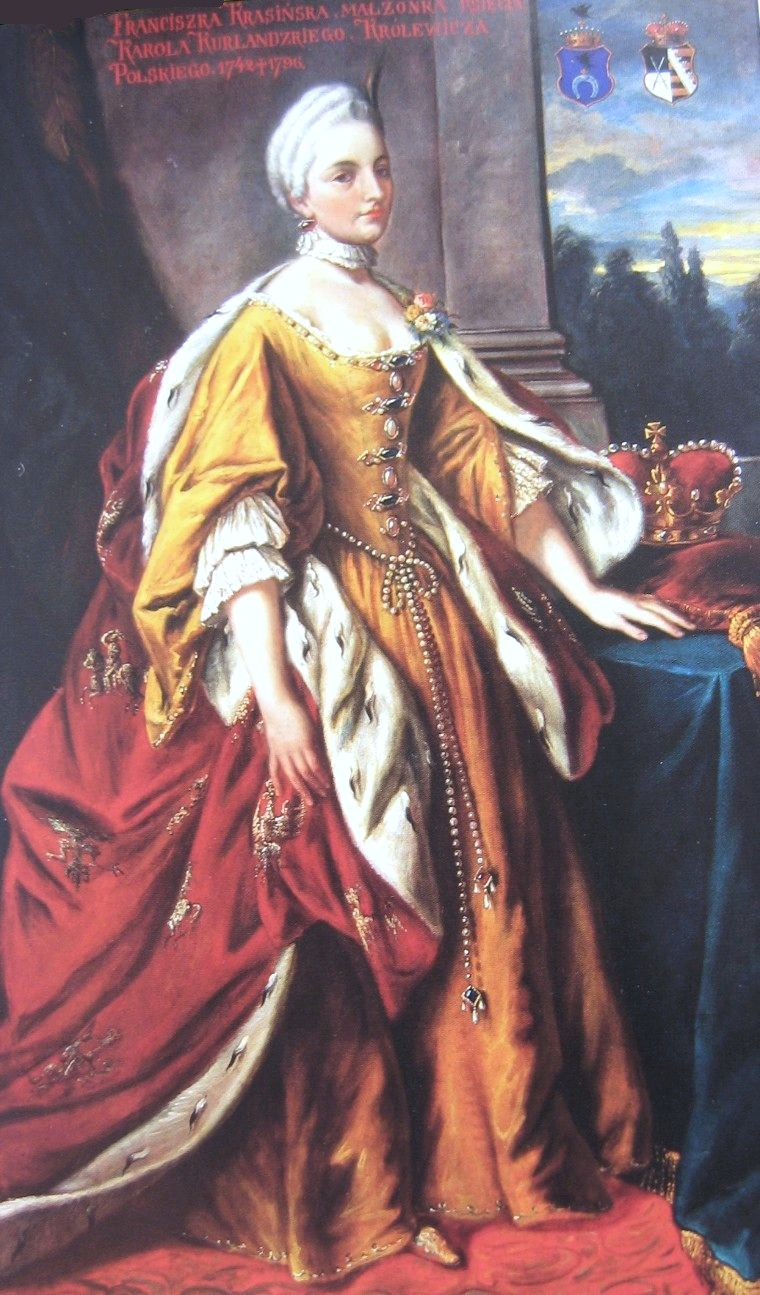
妻のフランチシュカ・クラシンスカ伯爵夫人

カール・クリスティアン・ヨーゼフ・イグナツ・オイゲン・フランツ・クサーヴァー・フォン・ポーレン・ウント・ザクセン（Karl Christian Joseph Ignaz Eugen Franz Xaver von Polen und Sachsen, 1733年7月13日 - 1796年6月16日）は、クールラント・ゼムガレン公（在位：1758年 - 1763年）。ポーランド王兼ザクセン選帝侯アウグスト3世と、神聖ローマ皇帝ヨーゼフ1世の娘マリア・ヨーゼファの間の五男（事実上の三男）として、ドレスデンで生まれた。

## 生涯
ロシアの幼帝イヴァン6世の摂政を務めていたクールラント公エルンスト・ヨハン・フォン・ビロンは、その贅沢好きな性格と独裁的な政治方針のために多くのロシア貴族に嫌われていたが、1740年に皇帝の母アンナ・レオポルドヴナを引き込んだ陰謀によって摂政の座を追われ、シベリアに追放された。しかしビロンに代わって摂政の座に就いたアンナ・レオポルドヴナも全く人気が無く、ビロン失脚を仕組んでアンナの宰相となったブルクハルト・クリストフ・フォン・ミュンニヒは摂政アンナとの政治的、性格的な相違から職を辞するというありさまだった。こうした状況の中で1741年に起きた大公女エリザーヴェータ・ペトロヴナを女帝に据えるためのクーデタはやすやすと成功した。アンナ・レオポルドヴナとその息子イヴァン6世は家族とともに幽閉された。
エリザヴェータはビロンを呼び戻そうとしたものの、ビロンがかつて保持していた絶大な権力を取り戻す恐れがあることを憂慮し、ビロンを復権させるのを取りやめた。1758年、クールラントの貴族たちはザクセンとポーランドの政治的圧力を受け、ポーランド王アウグスト3世のお気に入りの息子カールを、長く空位となっていたクールラント公爵に選出した。若い王子はエリザヴェータの追認を受けるため、サンクトペテルブルクを訪問して公爵位を安泰なものとした。
大半がルター派のプロテスタント信徒であるクールラント貴族たちは、カールの即位に大きな懸念を抱いていた。彼らはカトリック信徒である公爵カールが、君主としての地位を利用して実父が治めるカトリック国家ポーランド・リトアニア共和国（クールラント公国の宗主権者でもあった）の便宜を図ることを恐れたのだった。このため、貴族たちはカールが公爵に選ばれる際に公国との間に結ぶ協約によって、カールが公爵として手にする歳入を制限しようと試みた。しかし協約の内容に関する交渉が終わらないうちに、カールの父アウグスト3世は1758年11月10日にカールをクールラント公爵とし、1759年1月8日にはクールラント・ゼムガレン公国の統治権がカールに譲渡された。カールはクールラント貴族の差し出した、極めて綿密かつ包括的に宗教問題と貴族特権に関する権利の保障を求める協約に調印すると、1759年3月29日、クールラント公国の首都ミタウ（イェルガヴァ）に厳粛な面持ちで入城した。クールラントの議会と政府はカールの言動に失望させられたものの、それでも彼を支持した。もっともクールラント貴族の大半は、1759年11月3日に開かれた新公爵カールとの謁見の儀式に出席して彼に忠誠を誓うのを拒否し、ワルシャワとサンクトペテルブルクに抗議文を提出している。
カールはミタウ宮殿（イェルガヴァ宮殿）での極めて豪華な暮らしをすっかり気に入った。カールは貴族たちと一緒にパーティーや狩猟を楽しむうちに、自分を支持する貴族を増やしていった。またカールはポーランドでフリーメイソンの新入り会員になっており、そのおかげでクールラント貴族内のフリーメイソン会員たちが「同胞」であるカールの味方についたことも、カールにとっては追い風となった。しかし、カールは依然として国政を宮内長官のオットー・クリストフ・フォン・デア・ハーヴェンに一任していた。
1762年7月、ロシアでは皇后であったエカチェリーナ2世がクーデタによって女帝に即位した。エカチェリーナは以前から、臣民に対する啓蒙教育に関心のないクールラント公カールを快く思っていなかった。エカチェリーナは追放されたままだったビロンを呼び戻してその名誉を完全に復活させると、ビロンにクールラント公爵位を取り戻させるべく、ザクセンに強い外交的圧力をかけ始めた。アウグスト3世は七年戦争で苦境に立たされていた上、死の床に臥せっており、愛児カールを支援するのを断念した。誰からの支持も得られないまま、カールはクールラント公国の統治権を放棄して故国ザクセンに帰った。
カールはその後もクールラント公爵位に未練を示していたが、父王アウグスト3世が没し、ザクセン選帝侯家がポーランド王位を喪失すると、その望みは完全に断たれた。カールはドレスデンで暮らし、アンナブルクの荒野での狩猟に熱中して過ごした。
カールは1796年にドレスデンで死んだ。62歳だった。彼はパンシュヴィッツ＝クッカウにあるマリエンシュターン修道院に埋葬された。

## 子女
1760年3月21日、カールはワルシャワでポーランド貴族のスタニスワフ・クラシンスキ伯爵の娘フランチシュカ・クラシンスカと秘密結婚した。フランチシュカは王家の血筋でも独立した支配者家系の出身でもないため、この結婚は貴賤結婚だった。カールとザクセン宮廷の粘り強い交渉が実り、1775年6月にフランチシュカは神聖ローマ皇帝ヨーゼフ2世から一代限りの「侯妃」の称号を授けられた。夫妻は娘を一人もうけた。
- マリア・クリスティーナ・アルベルティーナ・カロリーナ（1770年 - 1851年） - 1797年に第6代カリニャーノ公カルロ・エマヌエーレと結婚、カルロと死別後の1816年にモンレアル公爵ジュール・マクシミリアン・ティボーと再婚。

娘が最初の結婚でもうけた息子カルロ・アルベルトを通じて、カールは19世紀・20世紀のイタリア王の先祖の一人となった。